# Rito Escocés Rectificado

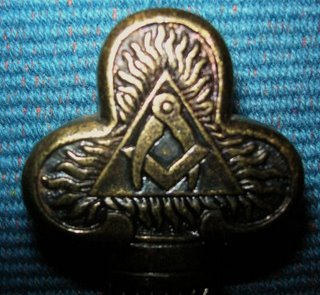
Símbolos rectificados: Una de las patas del compás sobre la escuadra y el Delta trinitario, ambos sobre el pomo trilobulado de las espadas "rectificadas".

El Rito Escocés Rectificado es un rito masónico exclusivamente cristiano y más precisamente trinitario. En su seno conviven masones católicos del rito romano y maronita, ortodoxos, evangélicos, anglicanos y mormones, entre otros. La masonería rectificada se define en torno al Rito y Régimen Escocés Rectificado. El Rito es la práctica de los rituales, mientras que el Régimen es la estructura que da forma a dicha práctica ritual. Sin ser un rito especialmente numeroso, se practica comúnmente en Europa, Canadá (especialmente en la provincia de Quebec), los Estados Unidos, y en mucha menor medida en África y América Latina. Fue gestado en Francia entre 1774 y 1782, por dos grupos de masones de Lyon y Estrasburgo, entre los cuales podemos citar a Jean y Bernard de Turkheim y Rodolphe Saltzmann (Estrasburgo), y sobre todo por Jean-Baptiste Willermoz (Lyon 1730-1824), quien fue su alma pensante. La arquitectura del Régimen fue su obra, y a él se debe la forma de la doctrina que este Rito comporta.

## Orígenes
Desde el punto de vista formal, el Régimen Escocés Rectificado tiene tres orígenes; desde el punto de vista espiritual, tiene dos fuentes o inspiraciones
Orígenes formales.
En cuanto a la estructura y simbolismo tanto masónico como caballeresco, los tres orígenes del Régimen son:
1. La Masonería francesa de la época, con su proliferación de los grados más diversos (Willermoz los conocía todos y practicó muchos de ellos) y que una vez depurada, sería estructurada hacia 1786-1787 en un sistema que llevaría más tarde el nombre de Rito Francés, con sus tres grados y cuatro órdenes; sin olvidar los diversos grados cuya combinación constituye lo que se ha venido a llamar el "escocismo".
2. El Sistema propio de Martínez de Pasqually, personaje enigmático aunque inspirado, al que tanto Willermoz, como Louis Claude de Saint-Martin, reconocieron siempre como a su maestro. Este sistema fue denominado "la Orden de los Caballeros Masones Elegidos Coens del Universo".
3. La Estricta Observancia Templaria, también dicha "Masonería rectificada" o "Reformada de Dresde", sistema alemán en que el aspecto caballeresco primaba absolutamente sobre el aspecto masónico, y que pretendía ser, no ya la heredera, sino además restaurar la antigua Orden del Temple abolida en 1312.
Orígenes espirituales.
Las dos fuentes espirituales son:
- La doctrina esotérica de Martínez de Pasqually cuyo contenido esencial versa sobre el origen primero, la condición actual y el destino último del hombre y del universo.

- La tradición cristiana indivisible, nutrida por las enseñanzas de los Padres de la Iglesia.

Desde el punto de vista del Régimen Escocés Rectificado, estas dos doctrinas, no sólo no se contradicen, sino que se corroboran mutuamente.

## La masonería rectificada y la Orden del Temple
Según las decisiones adoptadas en el Convento de las Galias (1778) y luego confirmadas por el Convento de Wilhelmsbad (1782), el Régimen Escocés Rectificado -desmarcándose así de la Estricta Observancia Templaria- renuncia a una filiación histórica con la Orden del Temple. De cualquier manera, conserva con ella una filiación espiritual, ilustrada por la adopción, en este mismo Convento, de la denominación de la clase caballeresca como "Caballero Bienhechor de la Ciudad Santa". Con ello hacía referencia a los "pobres caballeros de Cristo" fundadores de la Orden del Temple, y no a la Orden rica y poderosa en que sus sucesores la convirtieron a lo largo del tiempo y hasta su disolución.
Por su filiación espiritual, el Régimen Escocés Rectificado reivindica, al igual que la Orden del Temple, la doble calidad caballeresca y religiosa. Esta doble calidad, que aparece ya en filigrana a lo largo de los grados masónicos y se confiere plenamente por el armamento de Caballero Bienhechor de la Ciudad Santa, no es a emplear solamente en el mundo de los siglos XII o XVIII, sino que es atemporal. Los medios para llevarla a cabo permanecen inmutables, dado que consisten en la puesta en práctica cotidiana y universal de las virtudes teologales de la fe, la esperanza y la caridad. Esto se expresa en los deberes impuestos, no ya solamente a los Caballeros Bienhechores de la Ciudad Santa, sino también al masón rectificado, desde el mismo grado de aprendiz, como son la defensa de la santa religión cristiana y el ejercicio de la beneficencia hacia todos los hombres y en particular hacia los más débiles y desvalidos.

## Ortodoxia
Todos los textos prueban una perfecta ortodoxia, que a la vista del conjunto de las distintas confesiones cristianas existentes, demuestra que el Régimen Rectificado, lejos de dividir a los cristianos los reúne. Sus rituales son exactamente los mismos en cualquier lugar e idioma que se trabaje, ya que no han sido cambiados desde su fundación en el siglo XVIII.

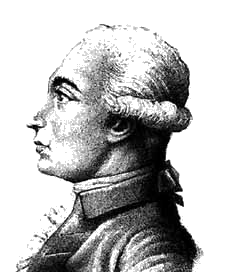
Louis Claude de Saint-Martin, el Filósofo desconocido (Amboise, 1743-Aulay, 1813).

Partiendo de ahí, Willermoz ha dado a su Sistema o Régimen, una arquitectura concéntrica, organizándolo en tres "clases" sucesivas cada vez más interiores al igual que más secretas, siendo desconocida cada clase interior por la que le era exterior.
Por otra parte, ha dotado al recorrido iniciático desarrollado de grado en grado, de una enseñanza doctrinal progresivamente más precisa y explícita, gracias a las "instrucciones" que forman parte integrante del ritual de cada grado.
Esta concepción del conjunto - arquitectura del Régimen y doctrina - fue oficialmente aprobada en dos etapas. Primeramente a nivel francés, por el Convento de las Galias, tenido en Lyon (noviembre-diciembre de 1778) el cual ratificó, entre otros, el Código masónico de las Logias reunidas y rectificadas y el Código de la Orden de los Caballeros Bienhechores de la Ciudad Santa, que constituyen los textos constitucionales particulares todavía en vigor en nuestro Régimen. Luego a nivel europeo, por el Convento de Wilhelmsbad, en Alemania (agosto-septiembre de 1782), tenido bajo la presidencia del duque Ferdinand de Brunswick-Lunebourg y del príncipe Charles de Hesse, a la sazón principales dirigentes de la Estricta Observancia Templaria, quienes se adhirieron a lo que en esa época se vino a llamar la "Reforma de Lyon".

## Estructura
El Régimen Escocés Rectificado está estructurado a partir de tres clases: dos ostensibles y una "secreta". La primera es la clase simbólica u Orden masónica, en la cual se confiere y lleva a término la iniciación masónica. La segunda es la Orden Interior, que es una Orden de caballería cristiana en ningún modo asimilable, ni a un sistema de altos grados, ni a los grados filosóficos. La última clase es la Profesión.
Orden masónica.
Estructurada en Logias de San Juan y Logias de San Andrés.
- Logias de San Juan

- - 1º Aprendiz

- - 2º Compañero

- - 3º Maestro Masón

- Logias de San Andrés

- - 4º Maestro Escocés de San Andrés

Orden Interior.
Estructurada a partir de Prefecturas y Encomiendas
- Escudero Novicio (no es propiamente un grado)

- Caballero Bienhechor de la Ciudad Santa

Profesión.
En el siglo XVIII, existía además una "clase secreta", la de la Profesión. Los Caballeros que la componían se dividían en dos categorías: los Profesos y los Grandes Profesos, reunidos en un Colegio metropolitano. Estos, aunque comprometidos de manera total con la Orden, no ejercían, en tanto que componentes de esa "clase secreta", función de responsabilidad o dirección administrativa alguna, ya que estas últimas eran competencia únicamente de la Orden Interior. Los Profesos y Grandes Profesos se dedicaban, mediante el estudio y la meditación, a profundizar en la doctrina expuesta en los textos ("instrucciones secretas") conservados por el Colegio metropolitano. Su compromiso para con la Orden era el vivificar la misma, tanto por sus conocimientos como por su ejemplo de vida. Esta clase al parecer ha desaparecido, o si acaso existe, prosigue, como por otro lado lo hacía en su origen, con una existencia muy discreta.

## Cristianismo trinitario
Los diversos niveles de que se compone la estructura del Régimen Escocés Rectificado, son coherentes desde el primero al último, encajando cada grado el uno al otro y recibiendo el recipiendario una explicación progresiva del grado anterior pero desde la perspectiva actual alcanzada. Este sistema masónico progresivo, no es el único concebido así. Además del Rito Escocés Primitivo practicado en Francia, las Grandes Logias escandinavas (Suecia, Noruega, Dinamarca, Finlandia, Islandia e incluso Rusia) practicantes del Rito Sueco, así como la Grosse Landesloge der Freimaurer von Deutschland, que practica el Rito Zinnendorf, versión alemana del Rito Sueco, tienen una estructura similar -que no igual- al Escocés Rectificado; es decir, un sistema en diez grados, más un grado muy exclusivo, el 11º (denominado Caballero Comendador de la Cruz Roja), estructurados también en Logias de San Juan, Logias de San Andrés y Capítulos. Por su similitud, el Régimen Escocés Rectificado conserva con ellos derechos de visita, siendo todos Sistemas Masónicos reservados exclusivamente a cristianos.

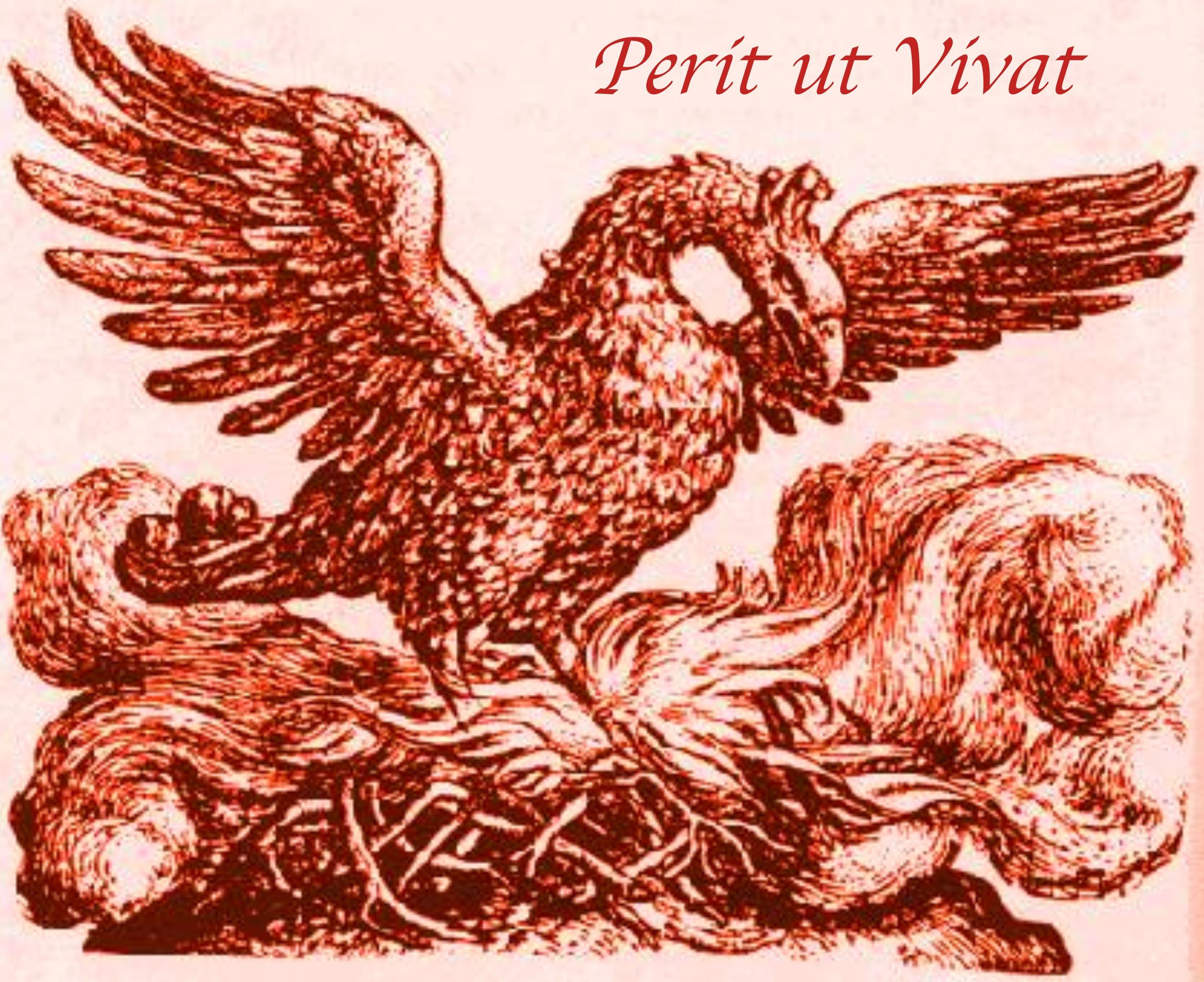
El Fénix y el lema Perit ut vivat, "perecer para vivir", símbolos fundamentales del Rito Escocés Rectificado.

Esta exclusividad, que pudiera llegar a sorprender hoy en día, no hace más que respetar la más estricta Tradición Masónica -cristiana en su origen y en la práctica de su simbología-, pues hasta la misma masonería anglosajona estuvo dividida de 1753 a 1813 en dos Grandes Logias, la de los Antiguos y los Modernos. Enfrentadas a causa de la descristianización llevada a cabo en los rituales a lo largo del siglo XIX, la autonombrada Masonería liberal acabó imponiendo su tesis, aunque conservando la exigencia de creer en un Dios revelado, base fundamental de la masonería regular internacional actual.
La necesidad del carácter cristiano del Rito y Régimen Rectificado obedece a que esta masonería es antes que nada una Escuela iniciática, y no sólo una escuela moral. Por otro lado, la exigencia de la condición de cristiano para poder pertenecer a la Masonería Rectificada, permite en sus logias la convivencia fraternal de cristianos católicos, ortodoxos, anglicanos y protestantes de diversas ramas; trabajando todos ellos juntos, fortificando lo que los une y suavizando lo que los separa.

## Fines
El Régimen Escocés Rectificado tiene por finalidad el mantener y fortificar, no solamente en la Orden Interior, sino también en las logias masónicas, los principios sobre los que se sustenta, que son:
- La fidelidad a la religión cristiana, fundamentada en la fe en la Santísima Trinidad.
- La adhesión a los principios y tradiciones, tanto masónicas como caballerescas, del Régimen. Estas se traducen en la profundización en la fe cristiana y en el estudio de la doctrina esotérica cristiana, tal como es enseñada en la Orden.
- El perfeccionamiento de uno mismo por la práctica de las virtudes cristianas, ello con el fin de vencer las pasiones, corregir los defectos y progresar por la vía de la realización espiritual.
- La dedicación a la patria y al servicio de los demás.
- La práctica constante de una beneficencia activa y esclarecida hacia todos los hombres, sea cual sea su raza, nacionalidad, situación, religión y sus opiniones políticas o filosóficas.

En definitiva, como ha sido dicho, el objetivo que el Régimen Escocés Rectificado propone a cada masón y caballero es la realización espiritual, proporcionándole para ello los medios para conseguirlo. Así, en definitiva, dicha realización espiritual consiste en volver a ser hombres verdaderos, templos de Dios, uno en tres personas.

## Citas y Referencias
1. ↑   Ramón Martí B: "El Régimen Escocés Rectificado es un sistema masónico y caballeresco que fue creado en Francia durante el último cuarto del siglo XVIII. El Rito Escocés Rectificado conserva íntegramente en sus rituales toda su pureza, de acuerdo con el texto de su constitución original..... El Régimen Escocés Rectificado se gestó en Francia entre 1774 y 1782 por obra de dos grupos de Masones de Lyon y Estrasburgo, entre los cuales podemos citar a Jean y Bernard de Turkheim y a Rodolphe Saltzmann y sobre todo a Jean-Baptiste Willermoz (Lyon, 1730-1824) quien fue su alma mater. La arquitectura del Régimen fue su obra, y él fue quien dio forma a la doctrina que este Rito implica." en EL RÉGIMEN ESCOCÉS RECTIFICADO SU HISTORIA, ORÍGENES Y DOCTRINA pp 6 y 7